# 纳库鲁湖

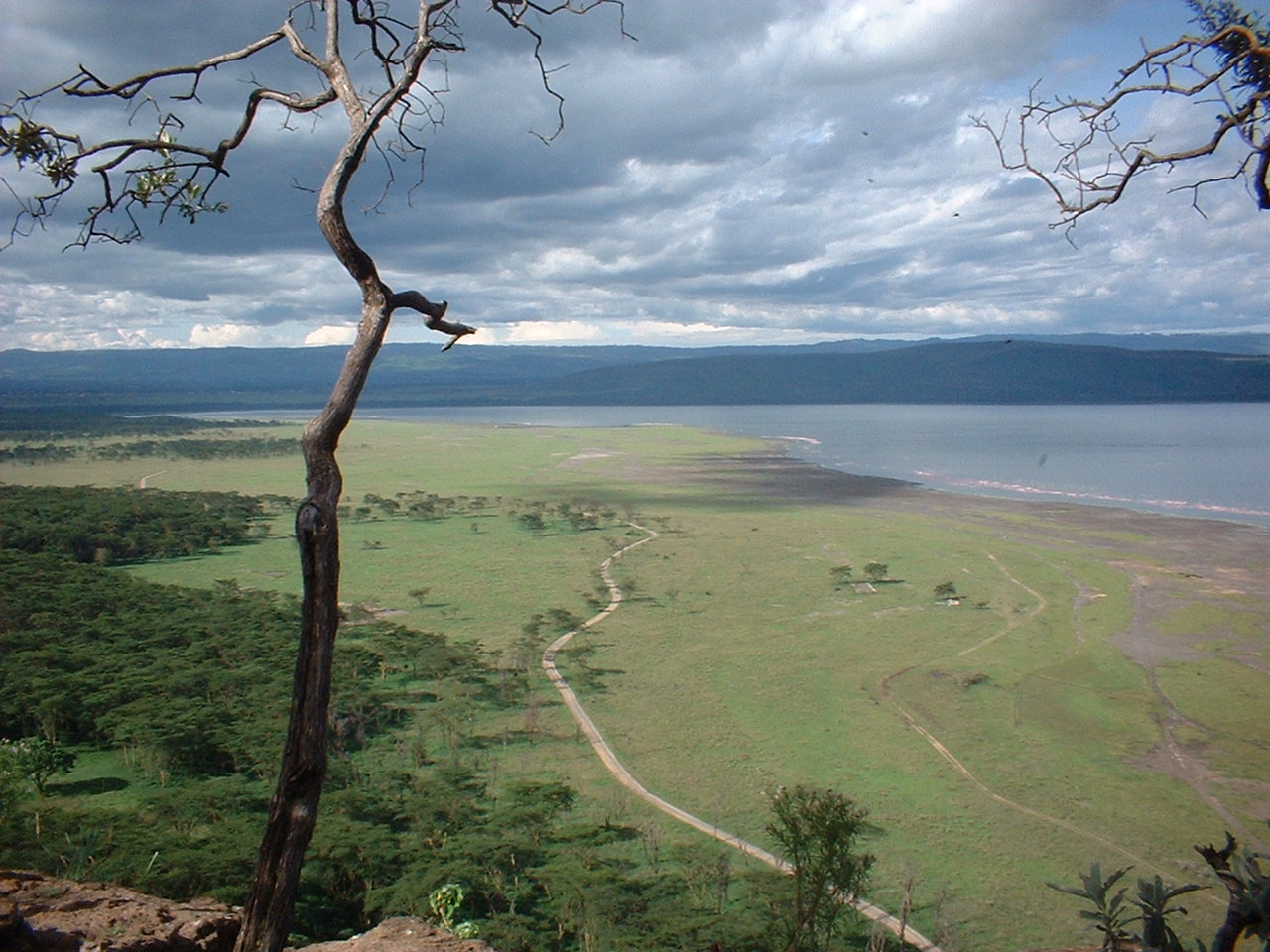
纳库鲁湖

纳库鲁湖（英語：Lake Nakuru），是肯尼亚的一个湖泊，为东非大裂谷湖泊之一。纳库鲁湖位于纳库鲁市以南。面积为5~45 km²。纳库鲁湖水位一度严重下降，最近有所恢复。
纳库鲁湖国家公园涵盖了纳库鲁湖及其周边地区，总面积188 km²。该国家公园创建于1961年。主要动物有火烈鸟、滨鹬、矶鹞、杜鹃、翠鸟、欧椋鸟、太阳鸟等。是世界遗产肯尼亚东非大裂谷的湖泊系统的一部分。
納庫魯湖的鹼性水質，曾令湖中水華茂盛，是火烈鳥的主要食糧。在先前水位下降時，除了使湖面面積減少，導致火烈鳥的食糧減少，亦令鬣狗變得容易走到湖裡捕食火烈鳥。湖水水位回復，對回復當地生態有很大幫助。